# Mallecolobus maullin
Mallecolobus maullin is een spinnensoort in de taxonomische indeling van de Orsolobidae.
Het dier behoort tot het geslacht Mallecolobus. De wetenschappelijke naam van de soort werd voor het eerst geldig gepubliceerd in 1985 door Raymond Robert Forster & Norman I. Platnick.